# Liste der denkmalgeschützten Objekte in Lechaschau
Die Liste der denkmalgeschützten Objekte in Lechaschau enthält die 6 denkmalgeschützten, unbeweglichen Objekte der Gemeinde Lechaschau.

## Denkmäler
| Foto |                 | Denkmal                                                                 | Standort                                         | Beschreibung | Metadaten |
| ---- | --------------- | ----------------------------------------------------------------------- | ------------------------------------------------ | --- | --- |
| ja   | Datei hochladen | Costarieskapelle HERIS-ID: 67810 Objekt-ID: 80791 TKK: 33467            | Standort KG: Frauensee                           | Eine aus der ersten Hälfte des 19. Jahrhunderts stammende Ecce-Homo-Kapelle wurde 1912/1913 durch einen Neubau ersetzt. Dieser wurde wiederum unter Beibehaltung der ursprünglichen architektonischen Erscheinung 2002/2003 neu errichtet. Die auf einer künstlich angelegten Terrasse gelegene Kapelle weist ein über dem Eingang weit vorkragendes Satteldach, einen hölzernen Glockenträger und spitzbogige Wandöffnungen auf. | BDA-Hist.: Q38117632 Status: § 2a Stand der BDA-Liste: 2025-06-30 Name: Costarieskapelle GstNr.: 30 Costarieskapelle                    |
| ja   | Datei hochladen | Wohnhaus, Franzelinhaus HERIS-ID: 39901 Objekt-ID: 39740 TKK: 28298     | Dorfstraße 11 Standort KG: Lechaschau            | Das ehemalige Bräuhaus, das mit einer Weingaststätte und einer Färberei verbunden war, geht ins 16. Jahrhundert zurück. Das zweigeschoßige Gebäude an der Dorfstraße mit Pfettendach ist ein verputzter Kantblockbau, der traufseitig über einen Seitenflurgrundriss erschlossen ist. Die Fassaden sind mit reichen Malereien aus der Zeit um 1770 geschmückt, die Heilige und andere Darstellungen (Maria Immaculata, hl. Antonius, hl. Geist und Spiegel an der westlichen Eingangsseite, Erzengel Michael und Raphael, Sonnenuhr, Wappen mit zwei Löwen an der Giebelseite, hll. Josef und Florian an der östlichen Traufseite) sowie aufwändige Scheinarchitektur zeigen. | BDA-Hist.: Q37991560 Status: Bescheid Stand der BDA-Liste: 2025-06-30 Name: Wohnhaus, Franzelinhaus GstNr.: 2489, 2490 Franzelinhaus    |
| ja   | Datei hochladen | Altes Gericht HERIS-ID: 44091 Objekt-ID: 44789 TKK: 28302               | Dorfstraße 12 Standort KG: Lechaschau            | Das Gebäude wurde 1726 als Gerichtshaus erbaut und 1830 und 1905 umgebaut. 1950 wurden die Fassaden neu gestaltet. Der zweigeschoßige, quergeteilte Einhof mit Kniestock und steilem Satteldach ist giebelseitig über einen Mittelflurgrundriss erschlossen. Die Fassaden des Wohnteils weisen eine asymmetrische Achsenanordnung auf, das aufwändig gestaltete Portal von 1726 ist rundbogig geschlossen und von Pilastern und einer Rundgiebelrahmung umgeben. Im Inneren hat sich eine getäfelte Stube mit Felderdecke, Wandschrank und Standuhr aus der ersten Hälfte des 19. Jahrhunderts erhalten. Im Osten des Gebäudes befindet sich die tonnengewölbte ehemalige Backstube. Der Wirtschaftsteil mit gemauertem Stall ist in senkrecht verbretterter Riegelbauweise ausgeführt. | BDA-Hist.: Q38006983 Status: Bescheid Stand der BDA-Liste: 2025-06-30 Name: Altes Gericht GstNr.: 2630 Altes Gericht, Lechaschau        |
| ja   | Datei hochladen | Kath. Pfarrkirche hl. Geist HERIS-ID: 55687 Objekt-ID: 64459 TKK: 28297 | neben Lechtaler Straße 2 Standort KG: Lechaschau | Die Vorgängerkirche stammte vom Ende des 15. Jahrhunderts. 1964 erfolgte ein Neubau nach dem Entwurf von Ingo Feßler unter Einbeziehung des gotischen Chors. Der Neubau über rechteckigem Grundriss mit Satteldach und schlicht gestaltetem Turm mit Zeltdach weist eine Eingangsfront mit verglasten Türen auf. An den Längsseiten des Langhauses befinden sich hoch liegende Fensterbänder. Die Glasfenster wurden 2006 von Patricia Karg geschaffen. Im ehemaligen Chor, der jetzt als Seitenkapelle dient, befindet sich ein um 1772/74 geschaffenes Deckenfresko mit der Verehrung des heiligen Geistes, das Johann Jakob Zeiller zugeschrieben wird. | BDA-Hist.: Q27218269 Status: § 2a Stand der BDA-Liste: 2025-06-30 Name: Kath. Pfarrkirche hl. Geist GstNr.: 3152 Pfarrkirche Lechaschau |
| ja   | Datei hochladen | Kapelle hl. Ottilia HERIS-ID: 55688 Objekt-ID: 64460 TKK: 28303         | westlich Unterdorf 14 Standort KG: Lechaschau    | Die Kapelle nordwestlich der Ortsmitte wurde 1620 erstmals urkundlich erwähnt und im Jahr 1893 vergrößert. Der Bau mit polygonalem Schluss, schindelgedecktem Satteldach und Giebelreiter weist an den Längswänden gotisierende Maßwerkfenster auf. Die Flachdecke im Inneren ist mit Christus- und Marienmonogramm geschmückt, die Wände sind mit dekorativer Schablonenmalerei überzogen. | BDA-Hist.: Q38067248 Status: § 2a Stand der BDA-Liste: 2025-06-30 Name: Kapelle hl. Ottilia GstNr.: 2065 Ottilienkapelle, Lechaschau    |
| ja   | Datei hochladen | Ortskapelle hl. Martin HERIS-ID: 67808 Objekt-ID: 80789 TKK: 28305      | bei Unterdorf 38 Standort KG: Lechaschau         | Die auf einem Felsen neben der Straße gelegene Kapelle wurde vermutlich in der zweiten Hälfte des 18. Jahrhunderts erbaut. Der schlank proportionierte Bau weist ein steiles schindelgedecktes Satteldach mit hölzernem Glockenträger auf. Die Fassade ist mit einem hohen rundbogigen Portal und volkstümlicher Fassadenmalerei gegliedert, in einer segmentbogigen Wandnische befindet sich ein Kreuzigungsbild. An der Altarwand im flachgewölbten Inneren befindet sich eine Schutzmantelmadonna. | BDA-Hist.: Q38117623 Status: § 2a Stand der BDA-Liste: 2025-06-30 Name: Ortskapelle hl. Martin GstNr.: 2138 Martinskapelle, Lechaschau  |